# Rhaphuma sabahensis
Rhaphuma sabahensis là một loài bọ cánh cứng trong họ Cerambycidae.